# Impact Wrestling Hard To Kill
Hard To Kill – cykl gal wrestlingu, organizowanych corocznie w styczniu przez amerykańską federację Impact Wrestling i nadawanych na żywo w systemie pay-per-view. Pierwsza gala odbyła się 12 stycznia 2020 w Dallas.

## Lista gal
| Gala                | Data             | Miasto               | Arena               | Walka wieczoru | Źródło |
| ------------------- | ---------------- | -------------------- | ------------------- | --- | ------ |
| Hard To Kill (2020) | 12 stycznia 2021 | Dallas, Teksas       | The Bomb Factory    | Sami Callihan (c) vs. Tessa Blanchard Singles match o Impact World Championship                                                                                 | [ 1 ]  |
| Hard To Kill (2021) | 16 stycznia 2021 | Nashville, Tennessee | Skyway Studios      | Kenny Omega i The Good Brothers (Luke Gallows i Karl Anderson) vs. Rich Swann i The Motor City Machine Guns (Alex Shelley i Chris Sabin) Six-man Tag Team match | [ 2 ]  |
| Hard To Kill (2022) | 8 stycznia 2022  | Dallas, Teksas       | The Bomb Factory    | Mickie James (c) vs. Deonna Purrazzo Texas Deathmatch o Impact Knockouts Championship                                                                           | [ 3 ]  |
| Hard To Kill (2023) | 13 stycznia 2023 | Atlanta, Georgia     | Center Stage        | Jordynne Grace (c) vs. Mickie James Title vs. Career match o Impact Knockouts World Championship                                                                | [ 4 ]  |
| Hard To Kill (2024) | 13 stycznia 2024 | Paradise, Nevada     | Palms Casino Resort | Alex Shelley (c) vs. Moose Singles match o TNA World Championship                                                                                               | [ 5 ]  |